# Alexandre Kourakine
Pour les autres membres de la famille, voir famille Kourakine.
Le prince Alexandre Borissovitch Kourakine (en russe : Александр Борисович Куракин ; 18 janvier 1752 à Moscou - 24 juin 1818 à Weimar) est un homme politique russe, vice-chancelier de 1796 à 1798, sénateur (1801), membre du Conseil privé (1807), ambassadeur en place à Paris de 1808 à 1812. Président de la noblesse de Saint-Pétersbourg (1780-1783), membre honoraire de l'Académie russe (1798). Appelé Kouraguine par Tolstoï dans Guerre et Paix.

## Biographie

### Jeunesse
Il est le fils aîné du prince Boris Alexandrovitch Kourakine (1697-1764) et de son épouse, née comtesse Hélène (Eléna) Apraxine (fille du maréchal Apraxine), frère du prince Alexis Kourakine et du prince Stepan Kourakine et arrière-petit-fils du prince et ambassadeur Boris Ivanovitch Kourakine (1676-1727).
Après la mort de son père en 1764, Alexandre Borissovitch Kourakine, qui a douze ans, quitte Moscou pour s'installer à Saint-Pétersbourg, chez son grand-oncle, le comte Panine, qui n'avait pas d'enfant et qui est alors le gouverneur du tsarévitch Paul. C'est ainsi que le jeune Kourakine se lie d'amitié avec l'héritier du trône.
En 1766, le jeune prince est envoyé étudier à Kiel au collège Albertinum pendant une année scolaire, puis il étudie à l'université de Leyde en compagnie de jeunes aristocrates brillants, comme Cheremetiev, Roumiantsev, Youssoupov et son cousin Apraxine.
Dans sa correspondance, il assure à son grand-oncle qu'il amende sa conduite. Il fait ensuite son « Grand Tour » (sous le pseudonyme de « Monsieur Borissoff ») qui l'amène en Angleterre et en France. Le voyage a coûté la somme fort importante pour l'époque de treize mille roubles. Le récit de son voyage sera publié par lui en 1815 à Saint-Pétersbourg à la librairie Pluchard.
En 1772, Kourakine, qui avait été inscrit depuis l'enfance dans la garde impériale, est élevé au rang de Kammerjunker et admis au sénat en 1775 à l'âge de vingt-trois ans. Il devient ensuite Kammerherr, puis, après la réforme du gouvernement de la noblesse, maréchal de la noblesse. Cela ne l'empêche pas d'accompagner son ami le tsarévitch pendant son propre Grand Tour au cours duquel ce dernier doit faire la connaissance à Berlin de sa fiancée, Sophie-Dorothée de Wurtemberg. Celle-ci devient aussi une amie et correspondante du prince.

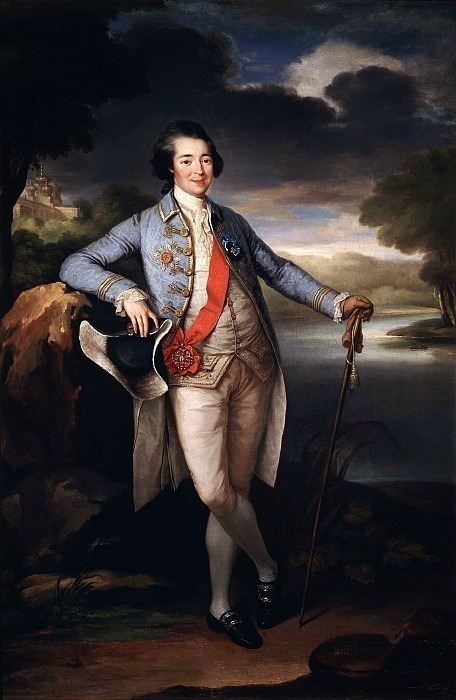
Portrait du prince Kourakine par Richard Brompton (1781).

Après Berlin, il est envoyé à Stockholm à la cour, où le duc Charles de Södermanland l'introduit dans les hauts grades du rite de la Stricte observance templière. Il est  affilié à des loges maçonniques de ce rite, atteignant des hauts grades, avec l'intention d'en répandre les idées en Russie.  À son retour en Russie, en 1777, il porte avec lui les constitutions d'un chapitre russe de ce rite, qui est fondé l'année suivante à  Saint-Pétersbourg sous le titre distinctif de "Phoenix". Vif d'esprit, beau et intelligent, le prince conquiert le cœur de la jeune comtesse de Fersen (sœur d'Axel de Fersen), qui sera plus tard la meilleure amie de la reine Hedwige-Charlotte.
À son retour en Russie, le prince compte parmi les amis les plus proches du tsarévitch Paul et vient souvent lui rendre visite à Gatchina. Paul était si proche du prince qu'il l'appelait « mon âme ». L'empereur Joseph II écrivit à ce propos: « le prince Kourakine, ayant accompagné Leurs Altesses avec une constante fidélité personnelle fait montre de sentiments d'attachement à leur égard depuis déjà de nombreuses années. Étant le neveu du comte Panine, il a le droit de ce fait d'être proche de l'héritier du trône et de jouir de l'estime et de l'attachement réciproque de Leurs Altesses. C'est une personne aimable qui est appréciée de la haute société. »

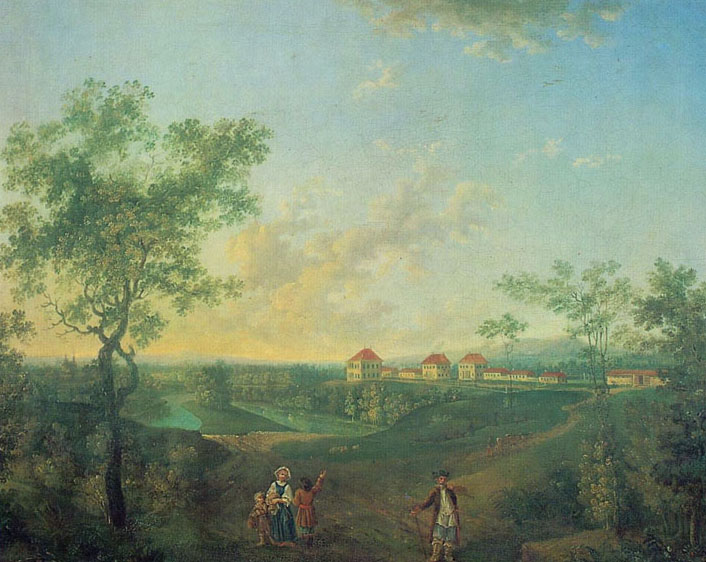
Le château de Nadejdino du prince Kourakine.

Cette amitié n'a pas l'heur de plaire à la Grande Catherine, d'autant plus qu'elle apprend qu'au moment de la visite du roi Gustave III de Suède à Saint-Pétersbourg (qui était franc-maçon déclaré), celui-ci s'est rendu à une loge maçonnique qui s'est tenue chez le prince Kourakine en présence de l'héritier du trône. Après la disgrâce du comte Panine, le prétexte pour accuser Kourakine est une correspondance en 1782 traitant de sujets maçonniques avec le jeune prince Bibikov. Kourakine est aussitôt envoyé en relégation dans son domaine familial du gouvernement de Saratov. Il y passe quatorze ans et fait construire un somptueux château avec un parc à l'anglaise. Il demeure en correspondance avec l'héritier du trône.

"
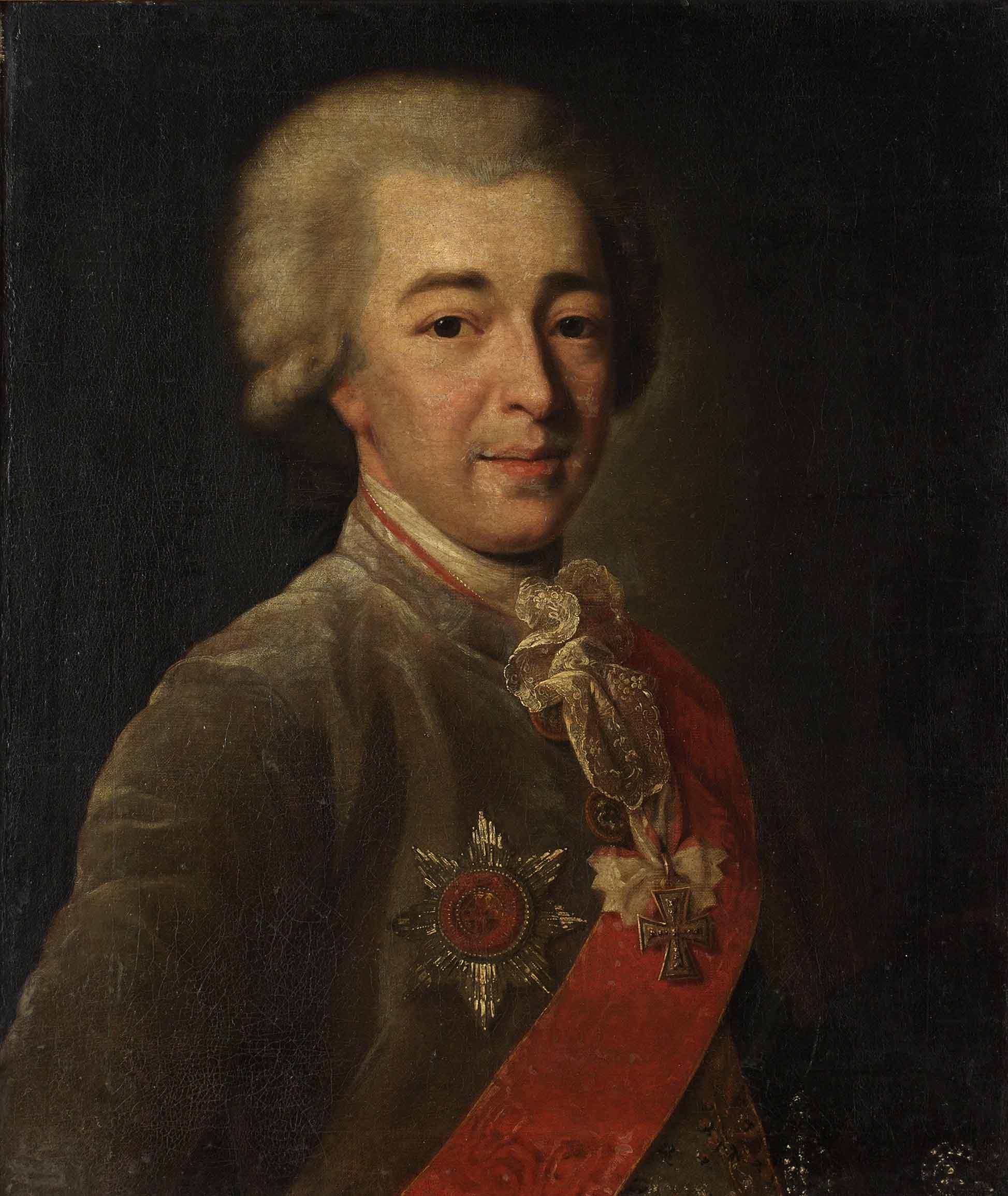
Portrait du prince Kourakine par Alexander Roslin
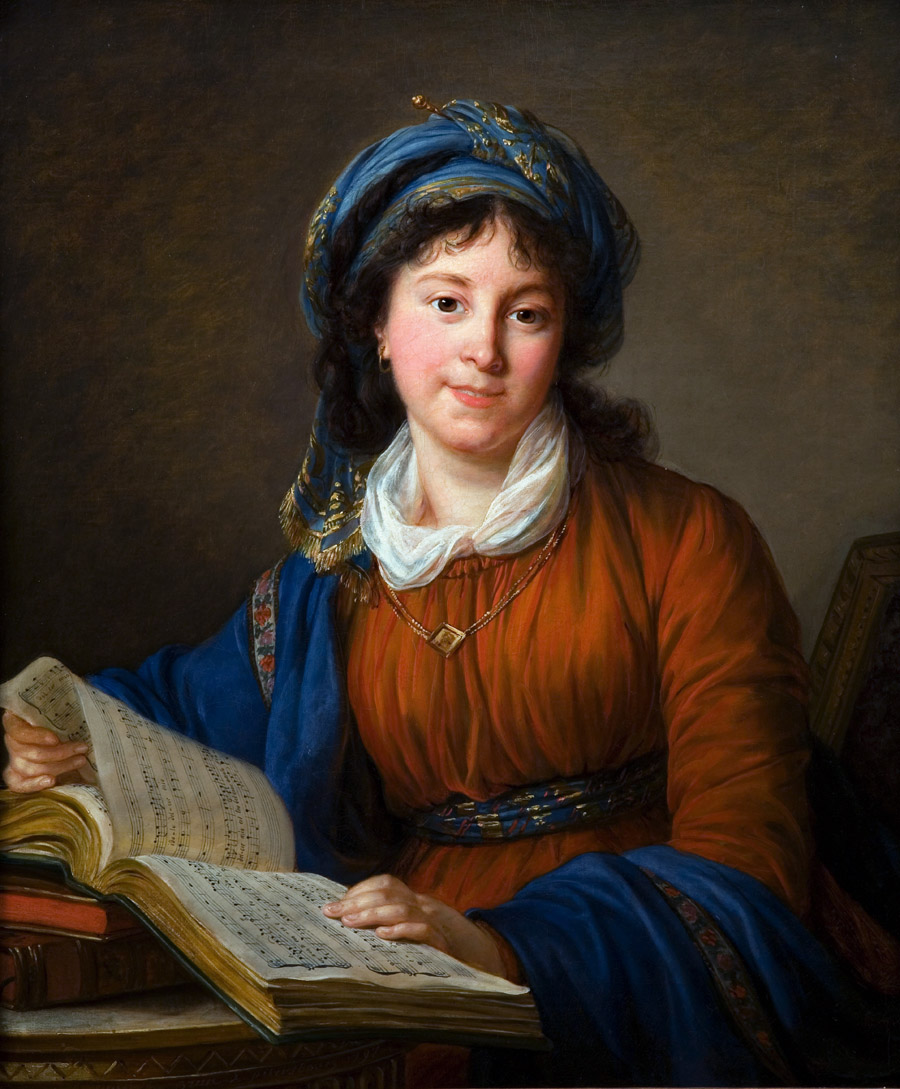
La Princesse Natalia Ivanovna Kourakina nee Golovina, 1797 par Élisabeth Vigée Le Brun Utah Museum of Fine Arts Salt Lake City
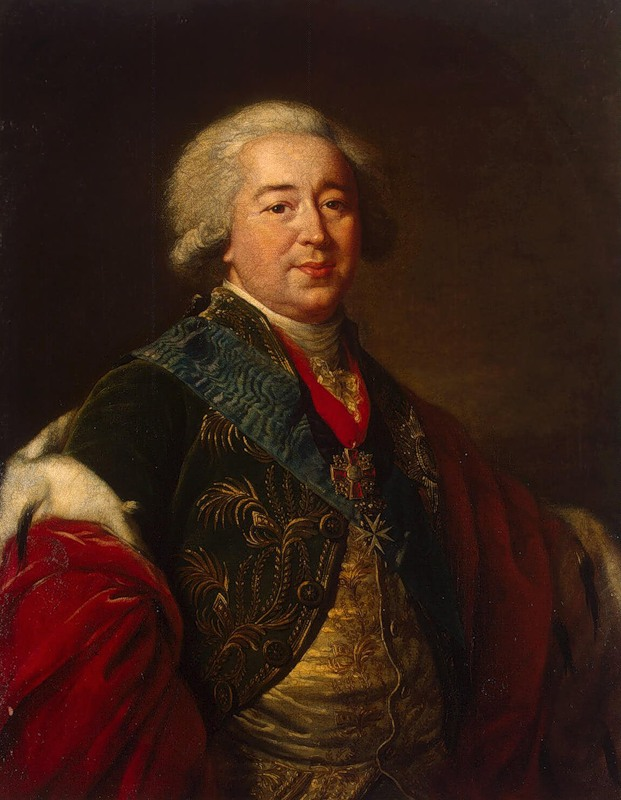
Prince Alexandre Kourakine, 1797 par Élisabeth Vigée Le Brun Musée de l'Ermitage, Saint-Petersbourg

- La Princesse Natalia Ivanovna Kourakina
nee Golovina, 1797
par Élisabeth Vigée Le Brun
Utah Museum of Fine Arts
Salt Lake City
- Prince Alexandre Kourakine, 1797
par Élisabeth Vigée Le Brun
Musée de l'Ermitage, Saint-Petersbourg

### Sous le règne de PaulIer
Après la mort de la Grande Catherine, le prince retrouve la permission de se présenter à la Cour et de poursuivre sa carrière. En novembre 1796, le nouvel empereur le nomme conseiller secret, membre du conseil de l'empereur, vice-chancelier, puis conseiller secret effectif. Il reçoit l'ordre de Saint-Vladimir de 1re classe et l'ordre de Saint-André réservé aux plus hautes personnalités. Il semble qu'alors le prince s'occupait plus des intrigues de cour que des affaires de la chancellerie. Nikolaï Grietch le qualifie d'« être fat et faible de caractère. »

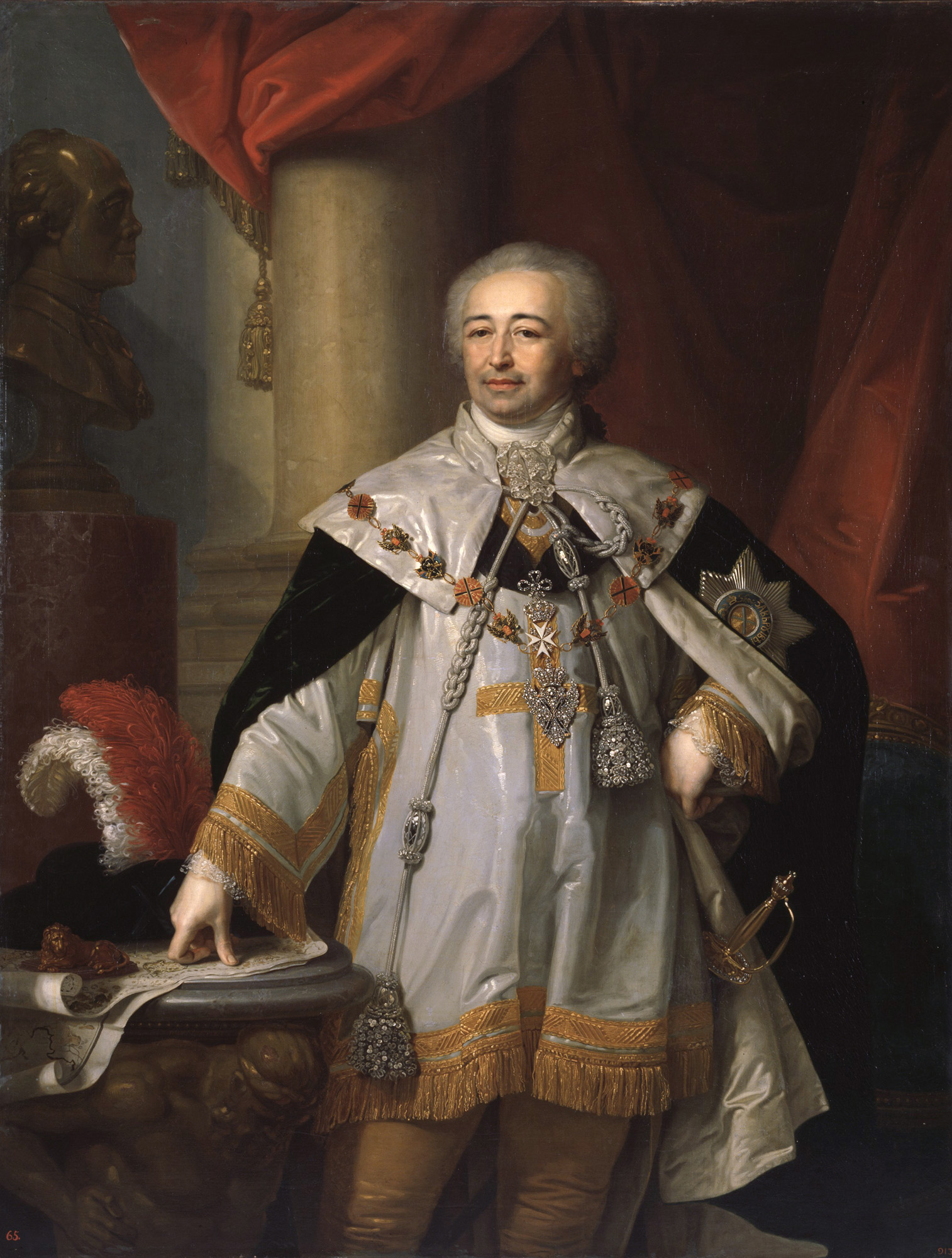
Portrait du prince Kourakine en costume d'apparat de l'ordre de Saint-Jean de Jérusalem par Vladimir Borovikovsky (1801).

Le parti de l'impératrice auquel il appartenait s'opposait au parti du comte Rostopchine. Quand en 1798, l'impératrice et sa dame d'honneur, Ekaterina Nelidova perdirent leur influence, le prince, en tant que leur allié le plus fidèle, fut démis de ses fonctions diplomatiques et envoyé à Moscou. À la même époque, il est nommé membre de l'Académie. Ce nouvel éloignement ne dura pas longtemps. Le prince est présent le 1er février 1801 pour la bénédiction du nouveau palais Saint-Michel à Saint-Pétersbourg et vingt jours plus tard, le comte Rostopchine est démis de toutes ses fonctions, tandis que Kourakine redevient vice-chancelier. Il apparaît encore plus souvent à la cour dans les cercles les plus proches de l'empereur, atteint de plus en plus de paranoïa. Le prince Kourakine dîne avec Paul Ier à la veille de son assassinat.
C'est à Kourakine qu'il est échu de sceller et ranger les papiers personnels de l'empereur défunt. Celui-ci le nomme dans son testament comme son « ami fidèle » et fait promettre de lui décerner la plaque étoilée de l'ordre de l'Aigle blanc qui appartenait à Frédéric le Grand, modèle inégalé de Paul et qu'il lui avait remise lorsqu'il était tzarévitch. Il lui fait don aussi de l'épée que lui avait donnée le comte d'Artois, frère de Louis XVI.

### Sous le règne d'AlexandreIer

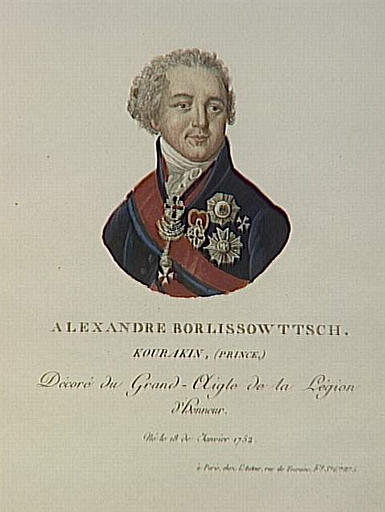
Gravure représentant le mal nommé Alexandre Borlissowttsch, prince Kourakin, décoré du grand aigle de la Légion d'honneur.

Sous le règne d'Alexandre Ier, il est ambassadeur à Vienne (Autriche) (1806) puis à Paris (1808). Le prince prend une part active dans l'élaboration du projet aboutissant à la signature des traités de Tilsitt les 7 juillet et 9 juillet 1807.
En 1810, il rédige de nombreuses notes destinées à Alexandre Ier l'avertissant de l'imminence de la guerre. Après une dernière tentative de conciliation entre la Russie et la France lors de sa rencontre avec Napoléon Ier le 15 avril 1812, il quitte la France. Son départ est concomitant au début de l'invasion de la Russie par les troupes napoléoniennes.
Lors de son séjour diplomatique en France, le prince est surnommé le « prince diamant » en raison de la magnificence et de la richesse de ses costumes. Fait intéressant, l'un de ses costumes lui sauva la vie. En effet un incendie se déclara pendant le bal donné par l'ambassadeur d'Autriche, le prince Karl Philipp de Schwarzenberg (1771-1820) le 1er juillet 1810. Lorsqu'un groupe de dames quitta en hâte la salle de bal embrasée, il chuta et fut piétiné par une foule paniquée, mais son manteau richement décoré le protégea de l'intense chaleur. Néanmoins, il fut gravement brûlé et resta alité pendant plusieurs mois.

### Service à la russe
Selon La Revue de Famille (1893) - sans source - « ce fut en juin 1810, à Clichy chez le prince Kourakin, que furent servis les premiers dîners à la russe où l'on voyait seulement [sur la table] les desserts et les fleurs; tout Paris en parla. » .

### Dernières années
Après 1812, souffrant de la goutte, il s'éloigna de toute fonction officielle. Il donnait cependant des bals dans son somptueux hôtel particulier à l'angle de la rue Bolchaïa Morskaïa et de la perspective Nevski. Il se rendait parfois dans son palais de Moscou, rue Staraïa Basmannaïa, mais passait la plupart du temps auprès de l'impératrice-mère à Pavlovsk.
Il meurt le 24 juin 1818 à Weimar, où il prenait les eaux et il est enterré à Pavlovsk en l'église Sainte-Marie-Madeleine. Sur sa sépulture près de l'entrée, l'impératrice Marie fit inscrire la mention: « À l'ami de mon époux ».

## Références

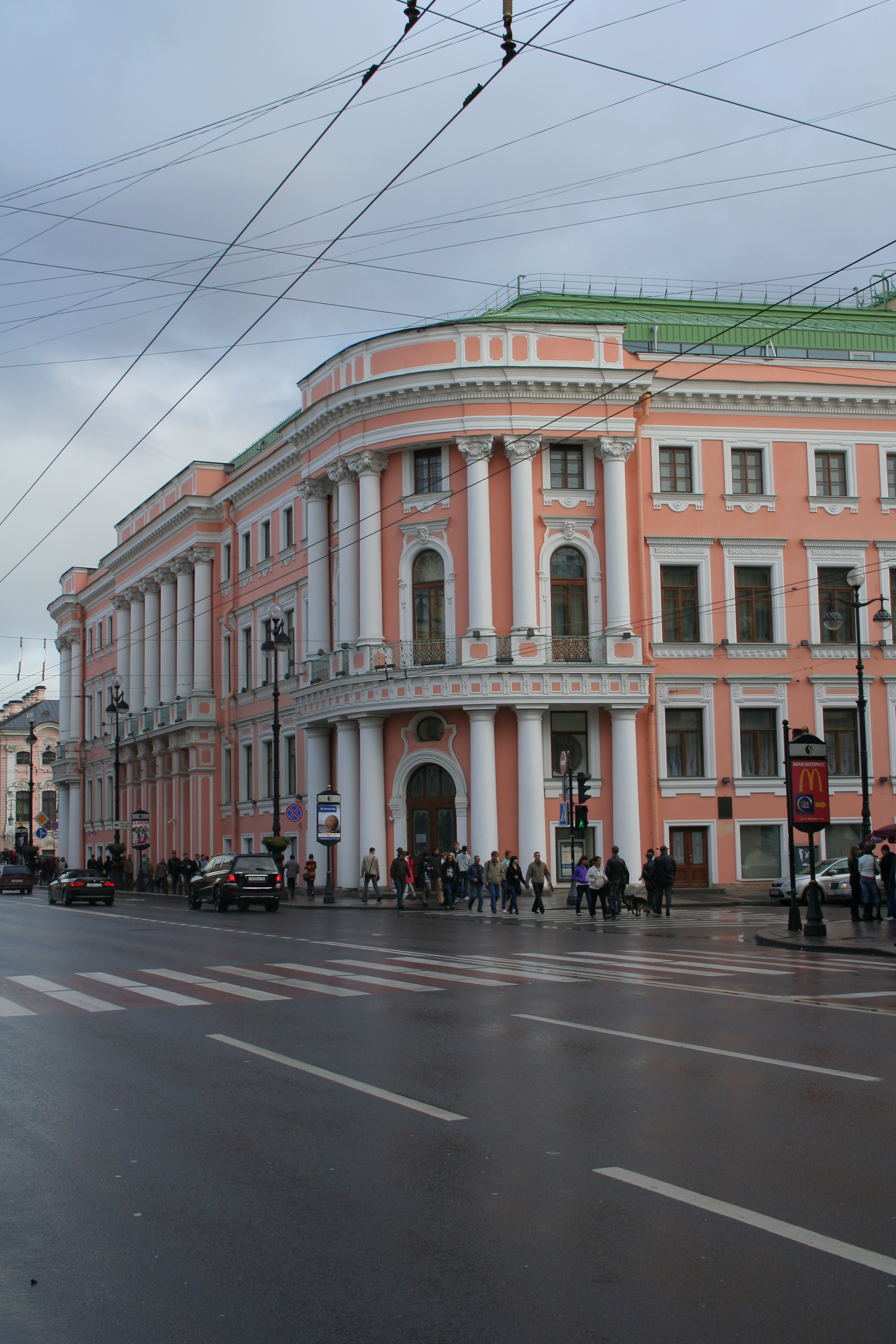
Le palais Kourakine à Saint-Pétersbourg, au n° 15 de la perspective Nevski.